# Kánaán

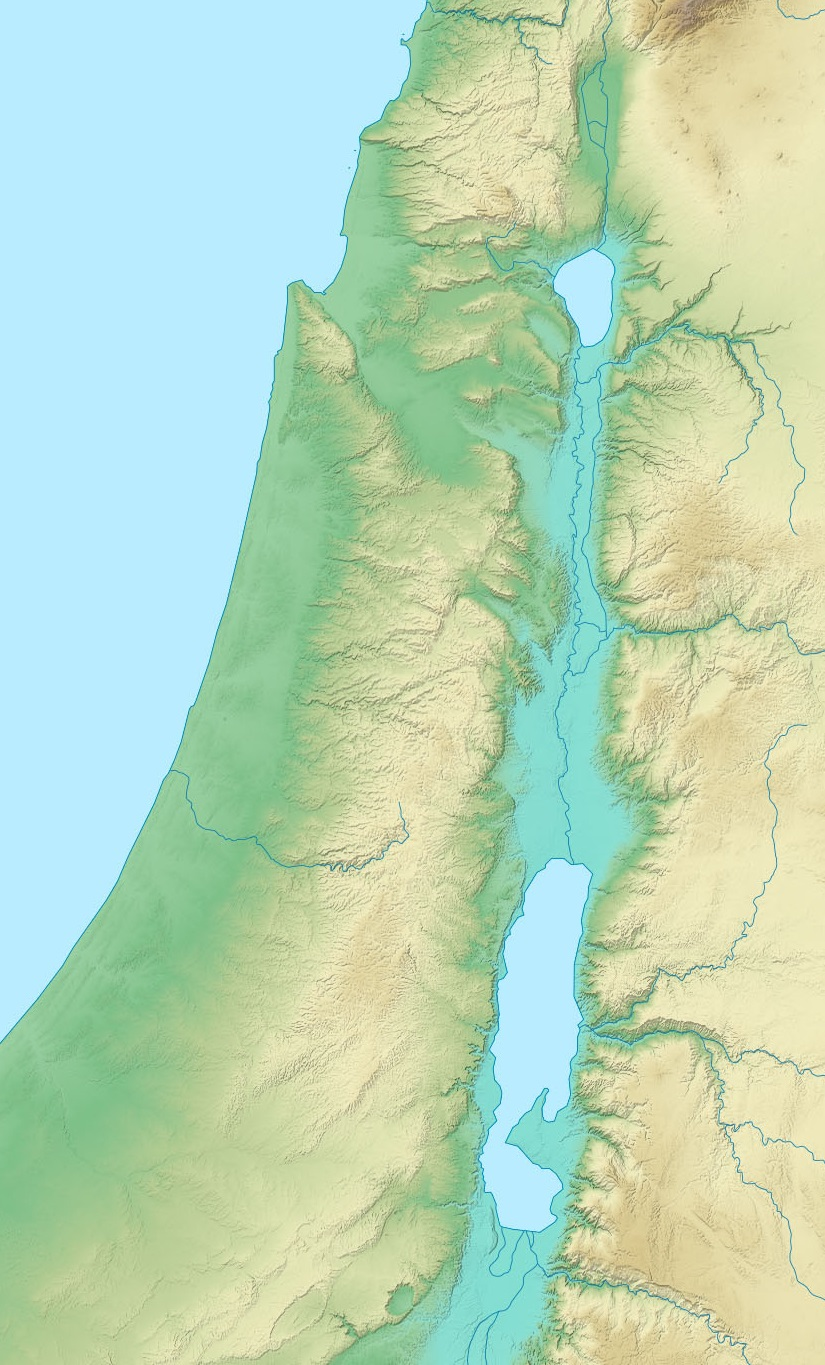
A Bibliában említett Kánaán földje

Kánaán (akkádul ma-at Ki-in-a-ni, vagy ma-at ki-in-a-nimKI, föníciai nyelven: כנענ, Kana'n) tágabb értelemben azon terület ókori neve, ami magába foglalja a mai Izrael, Palesztina, Jordánia, Libanon területét, Szíria nyugati részét valamint az egyiptomi Sínai-félszigetet. Az ókorban a területet a sémi nyelvek családjába tartozó kánaáni nyelveket beszélő népek lakták. Kánaán az ún. „termékeny félhold” középső része, kulcsfontosságú terület a civilizáció korai fejlődése, a mezőgazdaság és az írás kialakulása szempontjából.
Bibliai értelemben annak a szűkebb területnek a megnevezése, ahová az izraelita törzsek bevándoroltak (lásd az izraelita honfoglalás).

## Etimológia
A magyar „Kánaán” név a héberből (כנען) a görögön (Χαναάν) és latinon (Canaan) keresztül származik. A héber/arámi/föníciai név eredete homályos, talán a nem-sémi hurri nyelv knaa szó az eredete, ami azt az élénkbíbor festéket jelentette, amit a tengeri bíborcsigából állítottak elő a kánaáni tengerparton. A festék akkád neve kinahhu volt, hasonlóképpen hívták a területet is. Az i. e. 15. századig az ékírásos források egységesen Kinahhi vagy Kinahna néven említik az egész szíriai-palesztinai térséget, Abímilki türoszi király az EA#151-ben Kinaha néven említi.
A görög Φοινίκη (Phoiníkē, azaz Fönícia) név a phoinosz, azaz vérvörös szóból ered.

## Története

### Akőkorban
A Moustier-kultúra embere, a neandervölgyi ember volt az első lakója a területnek kb. i. e. 200 000-től kezdve. Az első modern ember, Homo sapiens a Kebara-kultúra embere volt kb. i. e. 18 000-i. e. 10 500-ig, de újabb régészeti leletek tanúsága szerint már kb. i. e. 75 000 körül a területre érkezhettek és így évezredekig együtt éltek a neandervölgyiekkel. Ekkor jelentek meg a kör alaprajzú házakból álló állandó települések, a vadászat mellett a gabonafélék is szerepet játszottak az étkezésben.
Őket a Natúf-kultúra követte kb. i. e. 10 500-i. e. 8500-ig, akiknél a növényi táplálkozás vált dominánssá a még mindig fontos vadászat mellett. Nem lehet eldönteni, hogy csak gyűjtötték-e a gabonát és egyéb növényeket (borsó, csicseriborsó), vagy már termesztették is.
Ezt a Jarmúki-kultúra követte kb. i. e. 8500-i. e. 4300-ig.

### A rézkorban
A rézkor a kalkolitikus („réz-kőkori”) Gasszuli-kultúrával köszöntött be, a szénizotópos kormeghatározás szerint kb. i. e. 4300-i. e. 3300-ig. Ezt az időszakot extenzív gabonatermesztés (búza, árpa) és intenzív kertművelés (zöldségek, szőlő, olajbogyó) jellemezte, ami mellett legelőváltó és nomád pásztorkodást is folytattak. Valószínűleg ezzel a kultúrúval jelentek meg az első sémi népek a térségben. Fejlődött az urbanizáció, megjelentek az első kis városállamok, amelyek egyike volt Jerikó. Kialakultak a fő kereskedelmi utak a Nílus-völgy, Arábia és Kis-Ázsia felé.

### A bronzkorban

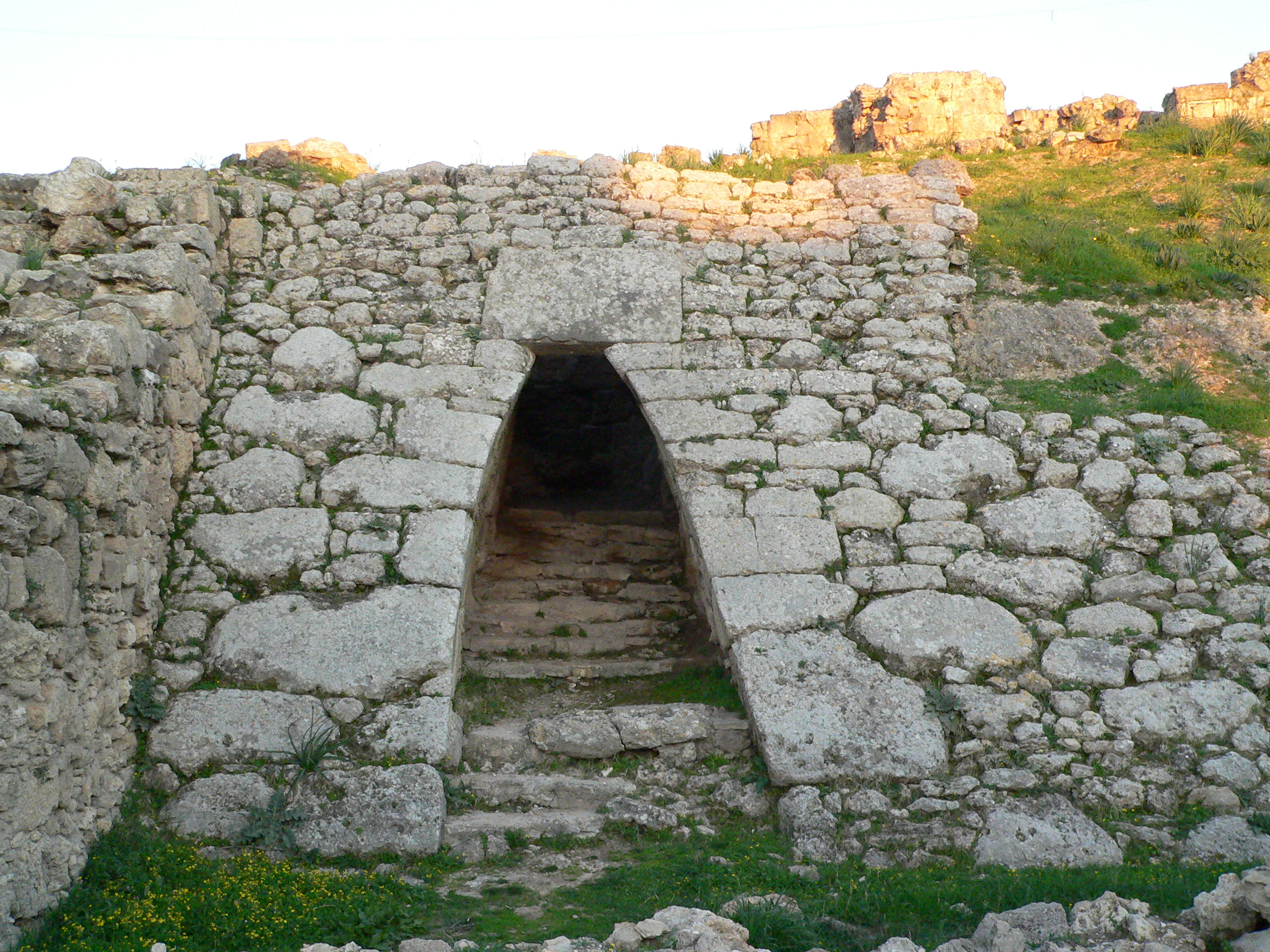
Az ugariti palota bejárata

A korai bronzkor kb. i. e. 3300-i. e. 2000-ig alakultak ki Kánaán városai és fejlett gazdasága. A szerszámok anyagaként a réz mellett megjelent az arzénbronz. Az arzén folyósabbá, könnyebben önthetőbbé tette a rezet, és keményebbé a szerszámok élét. A korban szárazabb és nedvesebb időszakok váltogatták egymást, ezért a mezőgazdaság mellett nagy jelentőségre tett szert a tengerparti városok kereskedelme, Hérodotosz szerint Türoszt például i. e. 2750 körül alapították. A tengeri kereskedelemben ekkoriban a vezető szerepet azonban még a felemelkedőben levő Keftiu, azaz a minószi Kréta játszotta.
A középső bronzkor, kb. i. e. 2000-i. e. 1550-ig a virágzás és a függetlenség időszaka volt Kánanán számára. Ekkor még sem Egyiptom, sem a mezopotámiai birodalmak nem terjeszkedtek idáig. Ez Ugarit – nem mindenki tekinti a szorosan vett Kánaán részének, bár lakosságának összetételén, vallásán erősen érződik az ammóniak hatása – felemelkedésének időszaka, amikor szoros kapcsolatokat épített ki Egyiptommal és kulturálisan is a hatása alá került. A földközi tengeri Krétának is ez az időszak a fénykora, a vele való kereskedelem központja Ugarit volt. Az i. e. 18. században mári szövegek említik a hapirukat és a banu jaminit (Benjamin), azaz a jobb oldal fiait, ami az Eufrátesz jobb partját, azaz a tőle délre eső területen élőket jelenti.
A kései bronzkor, kb. i. e. 1550-i. e. 1200 Ugarit virágkora. Itt jelent meg Kánaánban először a betűírás i. e. 1500 körül, a későbbi föníciai ábécé, és így a görög és latin ábécé előzménye. Újabb kutatások az Egyiptomi középbirodalom idejéből találtak a Nílus mentén betűírást, esetleg innen is kerülhetett a betűírás vagy annak gondolata az egyiptomi kultúra hatása alatt álló Ugaritba. Ebben a korszakban váltak a föníciai városok a Földközi-tenger vezető kereskedőivé Kréta lehanyatlása miatt. Ugyanakkor a szomszéd nagyhatalmak, az Egyiptomi újbirodalom, Mitanni és a Hettita Birodalom fenyegették Kánanánt, a térség hadseregek felvonulási területévé változott, csak néhány tengerparti város tudta megőrizni függetlenségét.
Az i. e. 15. század elején egy nagy kánaánita koalíció formálódott III. Thotmesz egyiptomi fáraó hódító törekvései ellen Kádes királyának a vezetésével, Mitannival szövetségben. A koalíció tagja volt Megiddó is, az itt vívott megiddói csata mért döntő vereséget a koalícióra, aminek maradékai Megiddóba menekültek, aminek sikeres ostroma után a fáraó megkímélte az ellenfeleket, a királyok fiait Egyiptomba vitte, ahol azok egyiptomi nevelésben részesültek és hazájukba visszatérve Egyiptom iránti szimpátiával kormányoztak. A fáraó ezzel megtette az első lépést a Kánaán feletti hegemónia felé. Egyiptom befolyása ezután megmaradt egészen az i. e. 14. századig, Ehnaton fáraó koráig, aki elfordult a külpolitikától, az Amarna-levelek tanúsága szerint hiába kértek tőle szövetségesei segítséget, nem kaptak, és az egyiptomi befolyás ekkor erősen megingott. Ezt I. Széthi és II. Ramszesz igyekeztek helyreállítani az erősödő hettita befolyással szemben az i. e. 13. század elején. II. Ramszesz a kádesi csatában döntetlent ért el a hettita királlyal szemben, néhány évtized múlva diplomáciai úton rendezték a viszonyukat és a Kánaán feletti befolyás kérdését. A század végén a tengeri népek támadásai következtében a Hettita Birodalom összeomlott, Egyiptom visszaszorult a Nílus-völgybe és Kánaánra is ráköszöntött a „Sötét Kor”.

### A vaskorban
A hettiták hadi sikereiket már vasfegyvereiknek köszönhették, de a vas széles körű elterjedésére csak i. e. 1200 után került sor, talán nem véletlenül az ekkori nagy népvándorlással kapcsolatban, amit a tengeri népek támadásaiként ismerünk. i. e. 1200 körül a régészeti adatok az urbanizáció és a mezőgazdaság visszaeséséről, a civilizáció összeomlásáról vallanak. A klimatológiai kutatások szerint ekkoriban világméretű klímaváltozás következett be.
Kánaán ekkor összeomlott, alig van adatunk róla a következő mintegy 2-3 évszázadból.
Ebben a „Sötét Kor”-ban vándoroltak a filiszteusok Kánaán déli tengerpartjára és foglalták el a zsidók Kánanán déli belső területeit, és a nagyhatalmak összeomlása miatt hátrahagyott hatalmi űrben Izrael helyi nagyhatalommá emelkedett.
A korábbi nagyhatalmak az i. e. 10. században kezdtek magukhoz térni, és I. Sesonk fáraó kifosztotta Jeruzsálemet. A királyság két részre szakadt, az északi Izraelre és a déli Júdeára.
Az i. e. 9. században Türosz kereskedőbirodalmat hozott létre a Földközi-tenger térségében, a hagyomány szerint ekkor alapította Karthágót. A föníciai ábécét a következő évszázadokban átvették a görögök, etruszkok és a rómaiak is.
Az i. e. 8. században Asszíria felemelkedésével újabb fenyegetés jelent meg Kánaánban, amely Egyiptom határáig ellenőrzése alá vonta a kereskedelmi útvonalakat, Gázától délre is kereskedelmi telepet alapítva. A városokat vazallussá tette, adóztatta, a lázadásokat keményen megtorolta, és nagy tömegű népességet telepített át Asszíria magterületére így alaposan átrendezve Kánaán, Szíria és Mezopotámia etnikai térképét. Az i. e. 7. század Asszíria egy időre Egyiptomot is elfoglalta, mielőtt maga is áldozatul esett volna volt vazallusának, Babilonnak. Az ekkor születő Újbabiloni Birodalom i. e. 605-ben a karkemisi csatában Egyiptomot legyőzve Kánaánra is kiterjesztette befolyását. i. e. 586-ban elfoglalta Jeruzsálemet és a zsidókat áttelepítette Babilonba (babiloni fogság).
i. e. 539-ben Nagy Kürosz elfoglalta Babilont és Kánaán a Perzsa Birodalom része lett, amit Nagy Sándor makedón király döntött meg, és Kánaán i. e. 333 és i. e. 332 folyamán lett birodalma része. Nagy Sándor halála után a diadokhoszok államai, a Szeleukida Birodalom és a Ptolemaida-dinasztia Egyiptoma osztozott Kánaánon, míg végül a Római Birodalom része lett, amelyikben a kereszténység elterjedése a 4. században véget vetett a kánaánita civilizáció történetének.

## Vallás
A bibliai leírásokból jól tudjuk, hogy a Kánaánban élő népek vallása olyan földművesvallás volt, amely gyökeresen különbözött a bevándorló izraelitákétól. A kánaáni mítoszok mindenekelőtt az esőre és szárazságra vonatkozó utasításokat tartalmaznak, amelyeket valamilyen isten vagy hős életével és halálával, jólétével hoznak kapcsolatba. 
Az ugariti, sőt hosszú ideig az egész kánaáni panteon élén Él állt, mint főisten. Ő volt az istenek és az emberek atyja, ezzel összefüggésben az Ég és a Föld teremtője. Felesége Asera, a szerencse, a szerelem és a termékenység istennője. Ugyancsak fontos szerepet töltött be a hierarchia felső régiójába tartozó főisten, Baál – korábban nap- és viharisten – aki összetűzésbe került a mindenség urával, Éllel, és letaszította trónjáról. Baál tulajdonképpen nem más, mint „úr”, ha pedig helységnév is járult hozzá, akkor az istenség mindenkori megjelenési formáját jelölte. Ily módon találkozhatunk Baál-Szidón, Baál-Gebal stb. istennel. Felesége Anat, a termőföld úrnője; Mót pedig a halál és az alvilág felett uralkodott. 